# Koritnik
 El Koritnik (en albanés: Maja e Koritnikut) es una montaña de piedra caliza boscosa, ubicada en el noreste de Albania y el suroeste de Kosovo  entre las ciudades de Kukës y Prizren. La montaña está completamente rodeada por ramas del río Drin Blanco. El punto más alto del macizo Koritnik, Maja e Pikëllimës, alcanza una elevación de 2.393 m  por encima del Adriático. la garganta de Vanavës separa la montaña del monte Gjallica. La garganta tiene 3,5 km de largo, 30 m de ancho, y unos 300 m de profundidad.
El macizo se encuentra dentro los bosques mixtos de los Balcanes en la ecorregión Paleártica de los bosques templados de hoja ancha y bosques mixtos. Las laderas de los prados de montaña están cubiertas en su mayoría por bosques de coníferas. La montaña Koritnik debido a sus pastos de altura tiene una población de 60 gamuzas. 
El Koritnik está dentro del parque natural Korab-Koritnik, formando el Cinturón Verde Europeo. Ha sido reconocido como Área Importante para las Plantas de importancia internacional por Plantlife.
|  |  |  |